# 傑書
傑書 （穆麟德轉寫：Giyešu；1646年1月20日—1697年4月1日）清太祖努爾哈赤曾孫，禮親王代善孫，惠順親王祜塞第三子，康熙帝堂兄。

## 生平
順治六年（1649年），次兄精濟逝世，傑書襲爵封為郡王。順治八年（1651年），加封號為康郡王。
順治十六年（1659年），因其伯父巽親王滿達海被追論前罪，最終被追奪諡法及碑文，降爵為貝勒。滿達海之子常阿岱亦因父罪而被降爵為貝勒，禮親王一系的爵位由傑書承襲為康親王。康熙初、中期將領，正白旗督統，奉命大將軍，平定耿精忠叛亂，逐鄭經回台灣。康熙三十六年卒，諡號「良」。

### 耿精忠降服
康熙十三年六月，康親王傑書為奉命大將軍、任議政王，率軍前往浙江，剿耿精忠，隨軍有固山貝子傅喇塔，將軍賴塔、副都统喇哈、紀爾他布參贊軍務。同年九月，傑書抵浙江金華，耿精忠已攻佔浙江南部温州、處州等地。不久，耿部下都督徐尚朝率五萬大軍攻金華，進犯浙江腹地。傑書命都统巴雅爾、副都统馬哈達迎拒，殺吳榮先，殲敵二万。十二月，徐尚朝率五萬兵進攻金華城南十二里莊，巴雅爾與總兵陳世凱拒戰，破敵於積道山，收復永康、縉雲二縣。傑書於上虞縣敗方懋功；於義烏、武義敗馮公輔，並收復二縣。
十四年，傑書遣副都统馬哈達、總兵官李榮於桃花嶺擊敗沙有祥，收復處州。又遣副都统穆和林等收復仙居城。十五年，傑書兵進浙江，直搗福建，此時鄭經佔據漳州、泉州，耿軍粮餉不足。同年九月，收復建陽，招降建寧、延平二府。耿精忠大勢已去，派兒子耿顯祚見傑書，告知願降之意。不久，耿精忠親自到傑書軍前投誠。十月，傑書入福州，平定耿精忠叛亂。

### 逐敗鄭經部
康熙十五年十月，鄭經部將許耀率三萬兵攻福州。傑書派都统拉哈達率兵大敗鄭軍，收復寧化、清流、長汀等七縣。十六年正月，拉哈達、賴塔等在白茅山、太平山等地連敗鄭軍，收復興化府。二月，收復泉州、漳州二府，福建大部平定。四月，傑書沿用「剿撫並用」方針，修書一封，招撫退守厦門的鄭經。鄭不歸降，傑書準備進剿，又薦漢軍旗人姚啟聖為福建總督。十九年，鄭軍潰敗，厦門、金門、銅山先後被清兵收復，鄭經率殘部逃回台湾。

## 艺术形象
傑書在多部文學著作中皆被提及，包括：
- 二月河歷史小說《康熙皇帝》
- 金庸武俠小說《鹿鼎記》
- 中央電視台連續劇《施琅大將軍》
- 无线电视剧集《食为奴》李家鼎飾演
- 中央电视台连续剧《于成龙》王辉饰演